# Sèrie GeForce 300
La sèrie GeForce 300 és una sèrie d'unitats de processament de gràfics basades en Tesla desenvolupades per Nvidia, llançades per primera vegada el novembre de 2009. Les seves targetes són rebrandings de les targetes de la sèrie GeForce 200, disponibles només per a OEM. Totes les GPU de la sèrie admeten Direct3D 10.1, excepte la GT 330 (Direct3D 10.0).

## Història
El 27 de novembre de 2009, Nvidia va llançar la seva primera targeta de vídeo de la sèrie GeForce 300, la GeForce 310. Tanmateix, aquesta targeta és una nova marca d'un dels models més antics de Nvidia (la GeForce 210) i no es basa en la nova arquitectura Fermi.
El 2 de febrer de 2010, Nvidia va anunciar el llançament de la GeForce GT 320, GT 330 i GT 340, disponible només per als OEM. El Geforce GT 340 és simplement un GT 240 rebautjat, que comparteix exactament les mateixes especificacions, mentre que el GT 320 i 330 eren targetes més noves (tot i que encara es basaven en l'arquitectura GT200b i G92b de la generació anterior).

### Taula de xipset
| Model | Llançament | Nom en clau | Fab (nm) | Transistors (milions) | Mida de la matriu (mm²) | Interfície de bus | Configuració bàsica |
| ----- | ---------- | ----------- | -------- | --------------------- | ----------------------- | ----------------- | ------------------- |

| GeForce 310    | 27 de novembre de 2009 | GT218        | TSMC 40 nm | 260 | 57  | PCIe 2.0 x16 | 16:8:4   |
| GeForce 315    | febrer 2010            | GT216        | TSMC 40 nm | 486 | 100 | PCIe 2.0 x16 | 48:16:4  |
| GeForce GT 320 | febrer 2010            | GT215        | TSMC 40 nm | 727 | 144 | PCIe 2.0 x16 | 72:24:8  |
| GeForce GT 330 | febrer 2010            | GT215-301-A3 | TSMC 40 nm | 727 | 144 | PCIe 2.0 x16 | 96:32:8  |
| GeForce GT 330 | febrer 2010            | G92          | TSMC 40 nm | 727 | 144 | PCIe 2.0 x16 | 96:32:8  |
| GeForce GT 330 | febrer 2010            | G92B         | TSMC 40 nm | 727 | 144 | PCIe 2.0 x16 | 96:32:16 |
| GeForce GT 340 | febrer 2010            | GT215        | TSMC 40 nm | 727 | 144 | PCIe 2.0 x16 | 96:32:8  |